# Xã Warrington, Quận Bucks, Pennsylvania
Xã Warrington (tiếng Anh: Warrington Township) là một xã thuộc quận Bucks, tiểu bang Pennsylvania, Hoa Kỳ. Năm 2010, dân số của xã này là 23.418 người.